# Zapornia olivieri
La polluela negra malgache (Zapornia olivieri ) es un ave gruiforme de la familia Rallidae.

## Descripción
Debido a que es un ave rara y extremadamente tímida, desde que fue descubierta en 1929, sólo ha sido vista un par de veces. Este pequeño rálido mide 19 cm de largo, es de color predominantemente gris-pizarra oscuro, con las plumas de las alas y la parte posterior de color marrón-castaño. El iris es de color rojo brillante, pico amarillo y patas grandes rosado-amarronado. Los juveniles difieren de los adultos en cuanto a que el plumaje es de tono hollín y su pico es negro.

## Hábitat y estado de conservación
Es endémica de Madagascar. Su hábitat natural son los ríos, pantanos, lagos de agua dulce y pantanos de agua dulce. 
Debido a la pérdida de hábitat es evaluada como especie amenazada en la lista roja de especies amenazadas de la UICN.